# 三縁寺
三縁寺（さんえんじ）は京都市左京区にある寺院である。池田屋事件で亡くなった維新志士の墓がある事で知られている。

## 歴史
浄土宗鎮西派知恩院の末寺。創建年代は不明であるが、開基は慶順と伝えられている。江戸時代初期には大和大路三条下ル東側大黒町に存在していた。1979年（昭和54年）、京阪電車の三条駅周辺再開発に関して、現在地に移転した。

## 墓所
浄土宗法輪山三縁寺には墓地があり、目印の鳥居がある見晴らしのよい高台に池田屋事件で亡くなった維新志士を中心に宮部鼎蔵、吉田稔麿、松田重助、大高又次郎、北添佶麿、望月亀弥太、杉山松助、石川潤次郎、広岡浪秀らの墓がある。経緯としては、池田屋事件後、幕府を恐れて多くの寺が亡くなった維新志士の遺体引き取りを拒んだ。遺体は一時的に三条大橋東の近くにあった三縁寺の本堂や縁側に安置した。当時、埋葬に関わった僧は、吉永賢融で20歳の若さだった。寺も黒谷派浄土宗法輪三縁寺と称していた。現在は知恩院派となっている。なお池田屋事件の遺体安置の際は、繩手三条、小川亭という名の料理屋の女主人、小川テイ女が尽力した。小川亭は、肥後藩はじめ尊王攘夷派の志士たちを普段から手厚く世話をしていたとされる。1979年（昭和54年）には、寺の移転の際に、読経後、墓所の発掘調査が行われている。墓所の移転は、檀家の反対もなかったうえ、佛教大学史学科より墓所調査のための調査員派遣が決まったこと、特に史跡として文化財等に指定されていなかったことが、移転を後押ししたとされる。

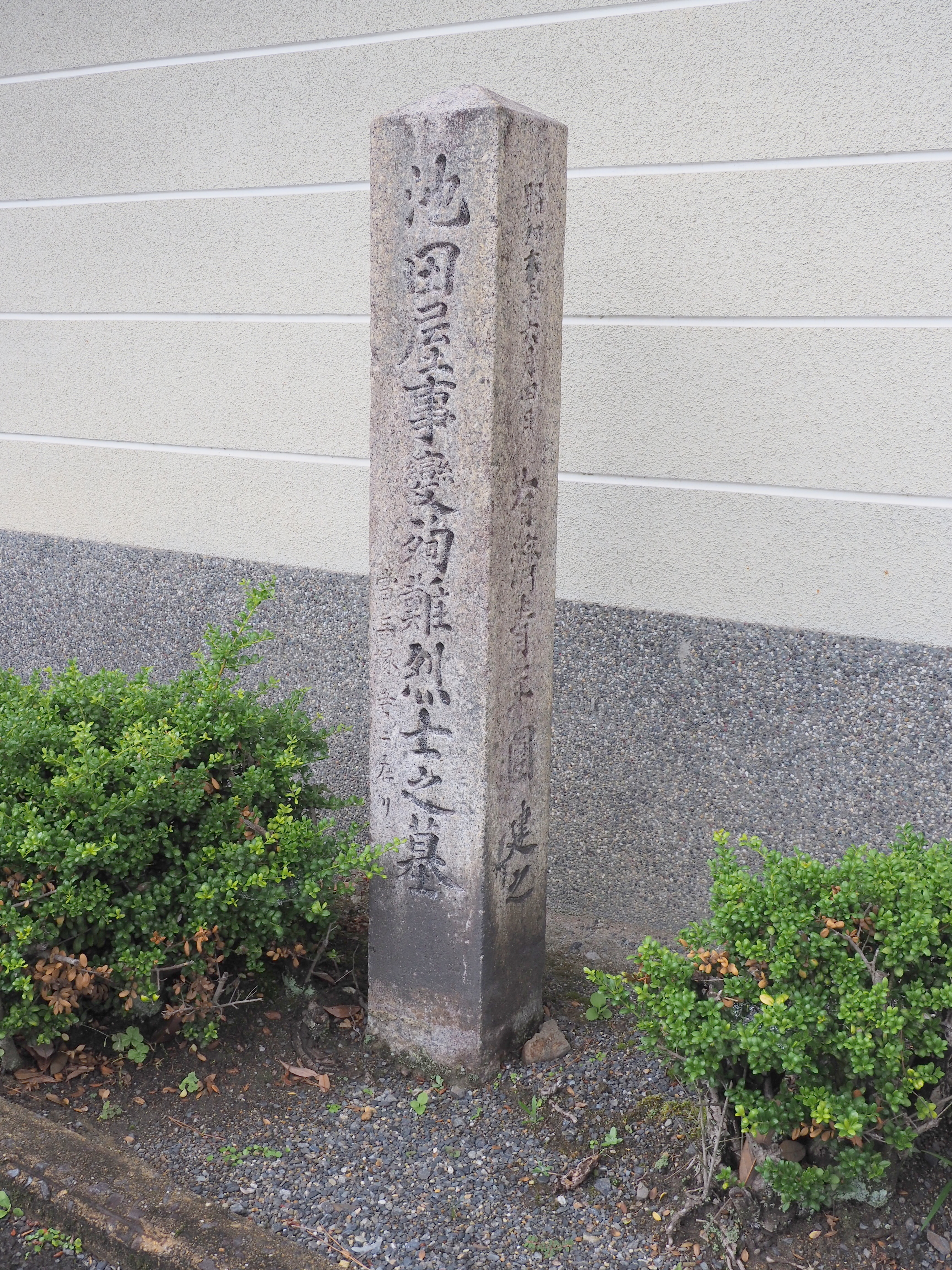
池田屋事変殉難烈士の墓の石柱
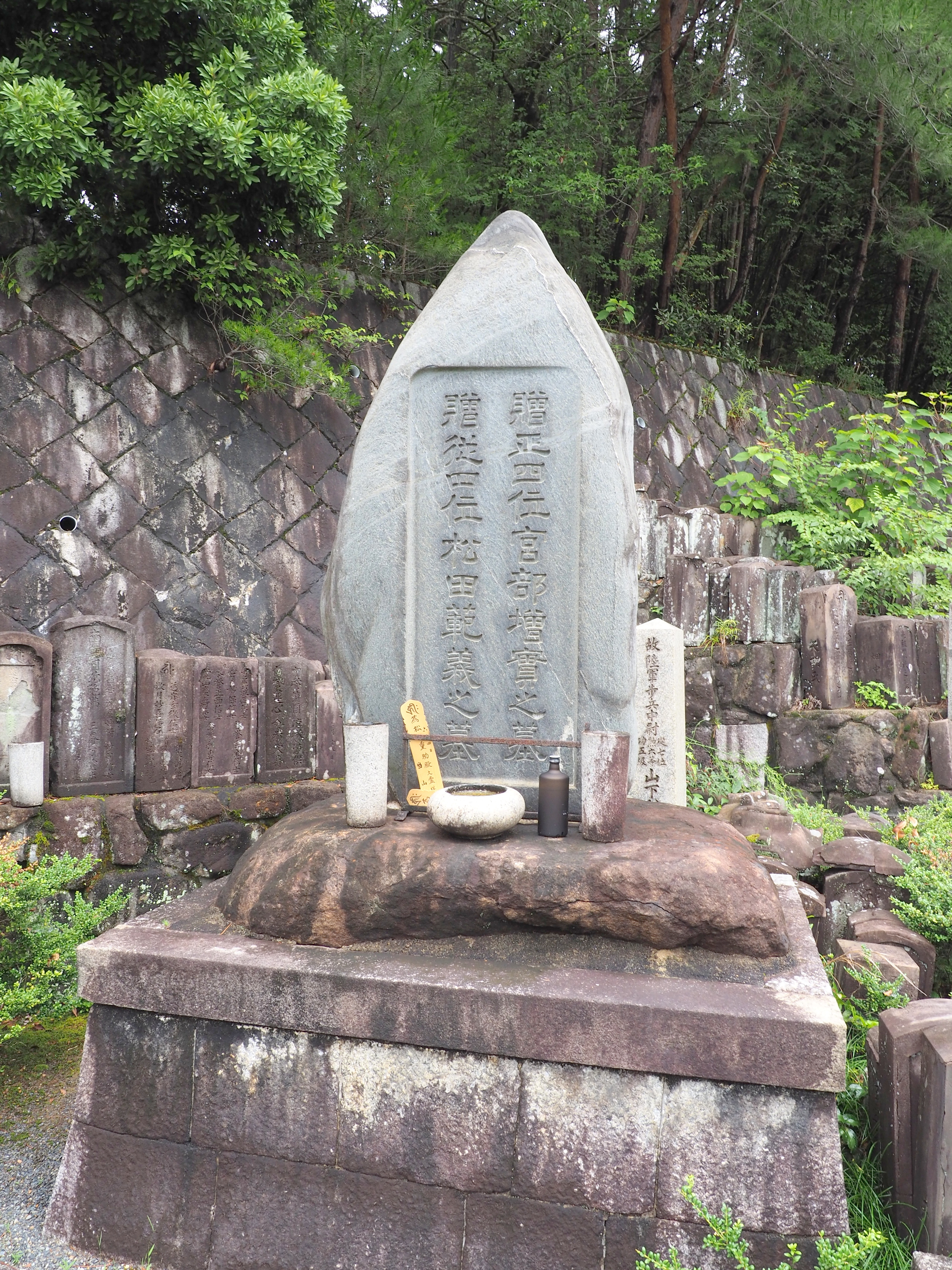
宮部松田の墓
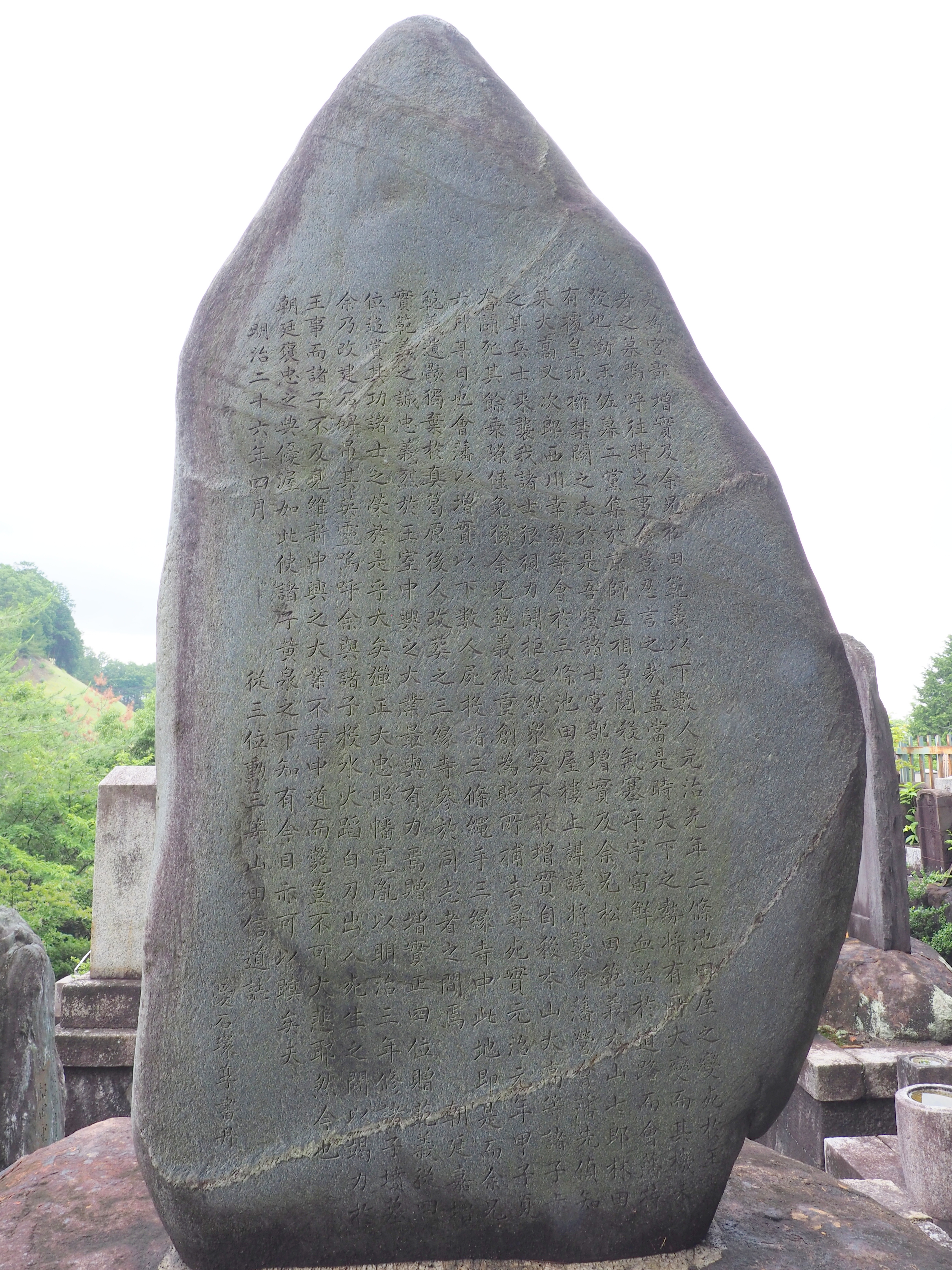
宮部松田の墓の裏面
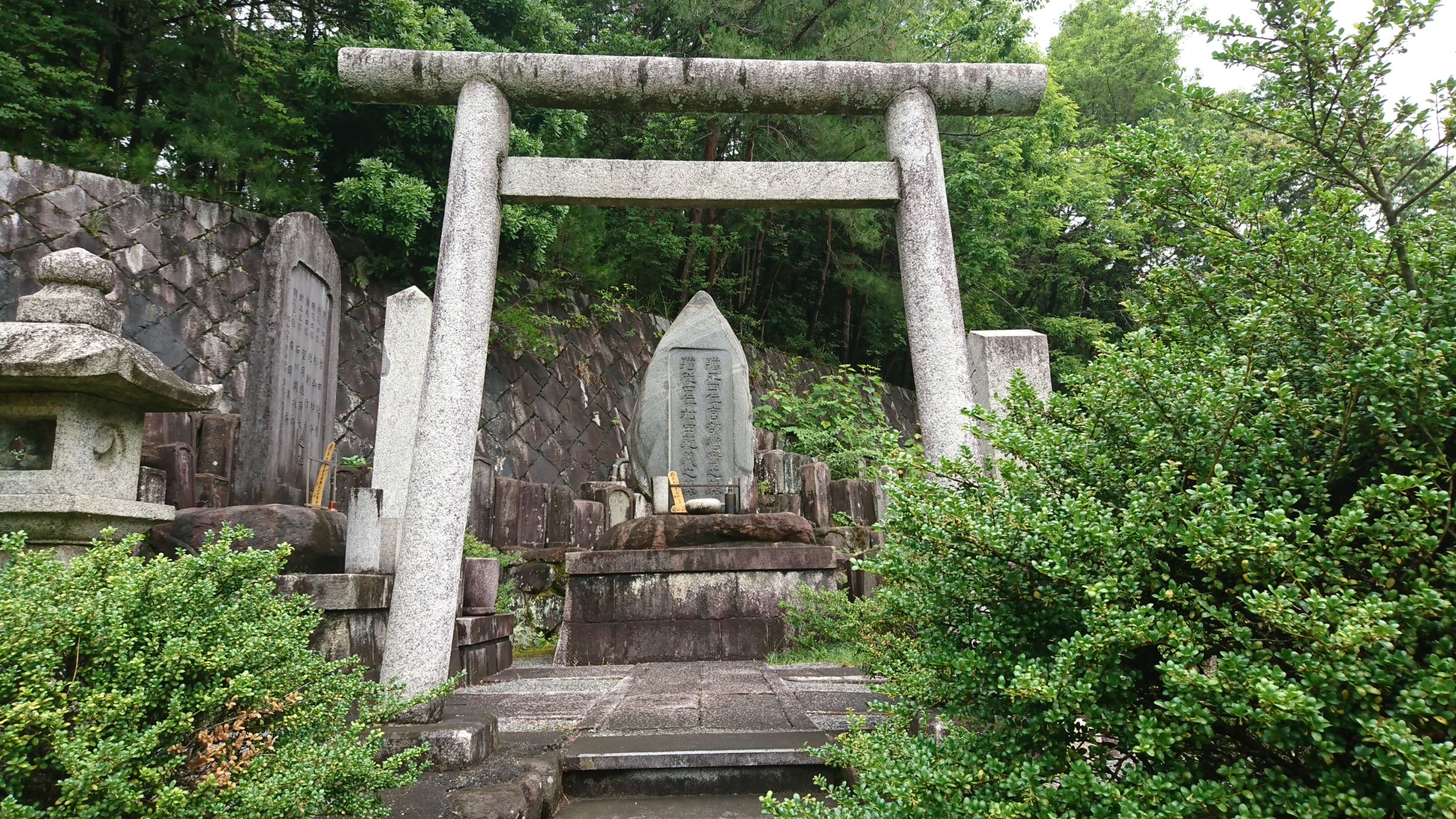
三縁寺の墓所

## 主な行事
- 6月4日 - 池田屋殉難志士の慰霊法要

## アクセス
- 京都バス「花園町」下車、南東へ徒歩3分
- 叡電鞍馬線「八幡前」駅下車、北東へ徒歩12分